# Secantsgraben, Milde und Biese
Secantsgraben, Milde und Biese este o arie protejată (arie specială de conservare — SAC, sit de importanță comunitară — SCI) din Germania întinsă pe o suprafață de 472 ha, integral pe uscat.

## Localizare
Centrul sitului Secantsgraben, Milde und Biese este situat la coordonatele 52°38′10″N 11°24′48″E / 52.6361°N 11.4133°E.

## Înființare
Situl Secantsgraben, Milde und Biese a fost declarat sit de importanță comunitară în octombrie 2000 pentru a proteja 10 specii de animale. Situl a fost protejat și ca arie specială de conservare în decembrie 2018.

## Biodiversitate
Situată în ecoregiunea continentală, aria protejată conține 4 habitate naturale: Cursuri de apă de la nivel de câmpie la nivel montan, cu vegetație Ranunculion fluitantis și Callitricho-Batrachion, Liziere de ierburi înalte hidrofile de câmpie și de nivel montan până la alpin, Fânețe de joasă altitudine (Alopecurus pratensis, Sanguisorba officinalis), Păduri de stejar sau de stejar și carpen sub-atlantice și medio-europene de Carpinion betuli.
La baza desemnării sitului se află mai multe specii protejate:
- amfibieni (1): triton cu creastă (Triturus cristatus)
- mamifere (4): castor (Castor fiber), vidră de râu (Lutra lutra), liliac cu urechi mari (Myotis bechsteinii), liliac comun (Myotis myotis)
- nevertebrate (1): Coenagrion mercuriale
- pești (4): avat (Aspius aspius), Cobitis taenia Complex, țipar (Misgurnus fossilis), boarță (Rhodeus amarus)

Pe lângă speciile protejate, pe teritoriul sitului au mai fost identificate 2 specii de plante, 6 specii de amfibieni, 1 specie de mamifere, 2 specii de reptile.